# 9,10-二氢蒽
9,10-二氢蒽是一种有机化合物，分子式C14H12，可看做多环芳香烃蒽的衍生物，常温常压下为无色固体。